# Lista piłkarzy ze 150 i więcej występami w reprezentacji
Lista poniżej zawiera piłkarzy, którzy rozegrali 150 i więcej meczów w reprezentacji.
Pogrubioną czcionką – zostali zaznaczeni piłkarze, którzy kontynuują karierę reprezentacyjną.
| Pozycja | Piłkarz              | Kraj                         | Mecze | Lata w reprezentacji |
| ------- | -------------------- | ---------------------------- | ----- | -------------------- |
| 1.      | Ahmed Hassan         | Egipt                        | 184   | 1995–2012            |
| 2.      | Ahmed Mubarak        | Oman                         | 179   | 2003–                |
| 3.      | Mohammed Al-Deayea   | Arabia Saudyjska             | 178   | 1993–2006            |
| 3.      | Bader Al-Mutawa      | Kuwejt                       | 178   | 2003–                |
| 5.      | Claudio Suárez       | Meksyk                       | 177   | 1992–2006            |
| 6.      | Gianluigi Buffon     | Włochy                       | 176   | 1997–2018            |
| 6.      | Hossam Hassan        | Egipt                        | 176   | 1985–2006            |
| 8.      | Amer Sabah           | Jordania                     | 173   | 2002–                |
| 9.      | Sergio Ramos         | Hiszpania                    | 170   | 2005–                |
| 10.     | Iván Hurtado         | Ekwador                      | 168   | 1992–2014            |
| 11.     | Iker Casillas        | Hiszpania                    | 167   | 2000–2016            |
| 11.     | Vitālijs Astafjevs   | Łotwa                        | 167   | 1992–2010            |
| 13.     | Cobi Jones           | Stany Zjednoczone            | 164   | 1992–2004            |
| 13.     | Cristiano Ronaldo    | Portugalia                   | 164   | 2003–                |
| 15.     | Mohammed Al-Khilaiwi | Arabia Saudyjska             | 163   | 1992–2001            |
| 16.     | Maynor Figueroa      | Honduras                     | 162   | 2003–                |
| 16.     | Andrés Guardado      | Meksyk                       | 162   | 2005–                |
| 18.     | Adnan Al-Talyani     | Zjednoczone Emiraty Arabskie | 161   | 1984–1997            |
| 19.     | Essam El-Hadary      | Egipt                        | 159   | 1996–2018            |
| 20.     | Landon Donovan       | Stany Zjednoczone            | 157   | 2000–2014            |
| 20.     | Martin Reim          | Estonia                      | 157   | 1992–2009            |
| 22.     | Sami Al-Jaber        | Arabia Saudyjska             | 156   | 1992–2006            |
| 22.     | Salman Isa           | Bahrajn                      | 156   | 2001–2012            |
| 24.     | Yasuhito Endō        | Japonia                      | 152   | 2002–2015            |
| 25.     | Dżawad Nekunam       | Iran                         | 151   | 2000–2015            |
| 25.     | Michael Bradley      | Stany Zjednoczone            | 151   | 2006–                |
| 27.     | Lothar Matthäus      | Niemcy                       | 150   | 1980–2000            |
| 27.     | Fawzi Bashir         | Oman                         | 150   | 2000–2013            |